# 日本裔俄羅斯人
日裔俄羅斯人（俄语：Японцы в России）是日侨的一个小群体，由移居于俄罗斯的日本人及其在俄罗斯出生的后代组成，他们当中有不少具有显著政治影响力的人物。

## 早期居民
第一位移居俄羅斯的日本人是大阪人伝兵衛，1701年漂流至堪察加半島，因德川幕府鎖國无法回國，因此被彼得大帝帶去莫斯科，命令尽快教授日語。早期的日本居民较为零散，生活在俄羅斯遠東。他們多是漂流到俄羅斯无法回国的漁民。日本在库页島也有貿易點。

## 日本開國
日本開國後，海参崴成為日本人移民中心。1876年日本在此設置貿易事務官。1877年這裡有80人，1890年有392人。大部分人來自北九州，一部分女性是性工作者。与中国移民或者朝鲜移民相比，日本移民的数量要小很多。他們多數生活在俄國濱海省，但是在十月革命後他們因蘇聯壓力回日本（1918年有三個日本人被殺，與日本干涉俄國革命以及尼港事件）。只有少數日本共產黨成員留下。

## 二戰後
日本在日俄戰爭後在南庫頁島成立樺太廳，日本投降後除了少數朝鮮人外，大部分都回到北海道。樺太廳被取締後大部分日本軍人回日本，一部分被帶去中亞和西伯利亞勞改，少部分人留下，成为库页岛日本人。現在俄羅斯遠東區的日本人在1970年才再出現，現在俄羅斯境內的日本人多數是從事外交與商業。

## 知名人物
- 伊琳娜·袴田（俄语：Ири́на Муцу́овна Хакама́да），俄羅斯女性政治人物，父親為日本共產主義支持者袴田陸奥男（袴田 陸奥男）。
- 维克托·西山（俄语：Виктор Нисияма），俄羅斯政治人物。
- 川口悠子（俄语：Юко Кавагути），日裔俄羅斯花式滑冰運動員。
- 谢尔盖·川越，俄羅斯乐手。